# Thymelaea tartonraira
Thymelaea tartonraira es una especie de planta leñosa perteneciente a la familia Thymelaeaceae.

## Hábitat
Es nativo de la región mediterránea occidental íbero-marroquí, en España se distribuye por Alicante, Islas Baleares  y Valencia donde crece en  peñascos y grietas de rocas en zonas umbrías. 

## Descripción
Es una  mata muy ramificada, la parte superior de las ramas está cubierta por las hojas, que son pequeñas, ovaladas y de color verde grisáceo. Las flores son muy poco aparentes, amarillas y cubiertas de pelos por fuera. Se trata de un arbusto bastante raro, que solo vive en algunas partes rocosas de la Sierra de Tramuntana y de la España oriental. Se puede confundir con Thymelaea velutina, pero ésta tiene las hojas cubiertas de pelos blanquecinos formando una especie de terciopelo. Florece durante la primavera.

## Nombre común
- Castellano: bolaguilla, bufalaga, cagarreras, salamonda, salamondra, salamunda, sanamunda.[2]

## Sinonimia
| - Chlamydanthus tartonraira (L.) C.A.Mey. - Daphne candidans Lam. - Daphne myrtifolia Poir. in Lam. - Daphne tartonraira L. - Passerina tartonraira f. valentina Pau - Passerina tartonraira f. virescens Pau - Passerina tartonraira var. angustifolia Boiss. - Passerina tartonraira var. valentina Pau - Passerina tartonraira (L.) Schrad. - Tartonia obovata Raf. - Thymelaea myrtifolia (Poir.) D.A.Webb | - Thymelaea tartonraira subsp. angustifolia (Boiss.) Rivas Goday & Esteve - Thymelaea tartonraira subsp. austroiberica Lamb. - Thymelaea tartonraira subsp. linnaei Briq. - Thymelaea tartonraira subsp. myrtifolia (Poir.) Malag. - Thymelaea tartonraira subsp. tartonraira (L.) All. - Thymelaea tartonraira subsp. transiens (Briq.) Gamisans - Thymelaea tartonraira subsp. valentina (Pau) O.Bolòs & Vigo - Thymelaea tartonraira subvar. valentina (Pau) Litard. - Thymelaea thomasii var. angustifolia Pau - Thymelaea thomasii var. latifolia Pau |